# Futabasaurus
Ett utdött djur med samma namn finns i djurgruppen plesiosaurier, se Futabasaurus suzukii.
"Futabasaurus" är en påstådd köttätande dinosaurie. Djuret levde för 85 miljoner år sedan i nuvarande Japan. Namnet är inte godkänt av forskargemenskapen och används bara tillfälligt.
Futabasaurus beskrevs 1990, och klassas som en medlem av familjen tyrannosaurider. Futabasaurus är dåligt känd, då man bara har ett enda ben att gå efter. Det kan hända att Futabasaurus är samma djur som Tarbosaurus.